# Uropterygius concolor
Uropterygius concolor är en fiskart som beskrevs av Rüppell, 1838. Uropterygius concolor ingår i släktet Uropterygius och familjen Muraenidae. Inga underarter finns listade i Catalogue of Life.